# Robert Ginty
Robert Winthrop Ginty (Brooklyn, 14 novembre 1948 – Los Angeles, 21 settembre 2009) è stato un attore, regista e sceneggiatore statunitense.

## Vita privata
Dal 1980 al 1983 fu sposato con l'attrice Francine Tacker, dalla quale ebbe un figlio James Francis Ginty, divenuto anch'egli attore. Nel 1983 sposò l'attrice Lorna Patterson, dalla quale divorziò nel 1989.
Ritiratosi nel 2006, l'attore morì di cancro nel 2009.

## Filmografia parziale

### Attore

#### Cinema
- Panico nello stadio (Two Minute Warning), regia di Larry Peerce (1976)
- Questa terra è la mia terra (Bound for Glory), regia di Hal Ashby (1976)
- Tornando a casa (Coming Home), regia di Hal Ashby (1978)
- Exterminator (The Exterminator), regia di James Glickenhaus (1980)
- Dominator (Exterminator 2), regia di Mark Buntzman (1984)
- I predatori dell'anno Omega (Warrior of the Lost World), regia di David Worth (1984)
- Fire commando (Vivre pour survivre), regia di Jean-Marie Pallardy (1984)
- Missione letale (Mission Kill), regia di David Winters (1985)
- La banda del fuoco (Three Kinds of Heat), regia di Leslie Stevens (1987)
- Codice segreto (Code Name Vengeance), regia di David Winters (1987)
- Seduttore a domicilio (Loverboy), regia di Joan Micklin Silver (1989)
- Il giustiziere (Shoot First: A Cop's Vengeance), regia di Mel Damski (1991)
- Roba da matti (Madhouse), regia di Tom Ropelewski (1990)
- Obiettivo poliziotto (Cop Target), regia di Umberto Lenzi (1990)
- Harley Davidson & Marlboro Man (Harley Davidson and the Marlboro Man), regia di Simon Wincer (1991)
- Annunci di morte (Lonely Hearts), regia di Andrew Lane (1991)
- Doublecross on Costa's Island, regia di Franco Columbu (1997)
- Profezie di morte (The Prophet's Game), regia di David Worth (2000)

#### Televisione
- Sulle strade della California (Police Story) – serie TV, 2 episodi (1975-1976)
- La squadriglia delle pecore nere (Baa Baa Black Sheep) – serie TV, 29 episodi (1976-1978)
- The Paper Chase – serie TV, 22 episodi (1978-1979)
- Il mio amico Arnold (Diff'rent Strokes) – serie TV, episodi 3x05-3x06 (1980)
- Simon & Simon – serie TV, 3 episodi (1983)
- Poliziotti alle Hawaii (Hawaiian Heat) – serie TV, 10 episodi (1984)
- Falcon Crest – serie TV, 7 episodi (1989-1990)

### Regista

#### Cinema
- Seduzione mortale (Woman of Desire) (1994)

#### Televisione
- Dream On – serie TV, 3 episodi (1995)
- Lois & Clark - Le nuove avventure di Superman (Lois & Clark: The New Adventures of Superman) – serie TV, 4 episodi (1996-1997)
- Tesoro, mi si sono ristretti i ragazzi (Honey, I Shrunk the Kids: The TV Show) – serie TV, 2 episodi (1997)
- 2gether: The Series – serie TV, 4 episodi (2000)
- Tracker – serie TV, 2 episodi (2002)

### Sceneggiatore
- Il giustiziere (The Bounty Hunter) (1989)
- Shootfighter - Scontro mortale (Shootfighter: Fight to the Death) (1993) - non accreditato
- Seduzione mortale (Woman of Desire) (1994) - non accreditato
- Day of Reckoning - film TV (1994)

### Produttore
- Vietnam, Texas (1990)

## Doppiatori italiani
Nelle versioni in italiano delle opere in cui ha recitato, Robert Ginty è stato doppiato da:
- Danilo De Girolamo in Harley Davidson & Marlboro Man
- Sandro Sardone in Supercar
- Wladimiro Grana in Roba da matti
- Gianni Giuliano in La signora in giallo
- Sergio Luzi in Annunci di morte
- Rodolfo Bianchi in Obiettivo poliziotto
- Oliviero Dinelli in Poliziotti alle Hawaii
- Marco Mete in Seduttore a domicilio